# Rič pod đermom
Rič pod đermom, manifestacija bačkih Hrvata. Organizira ju HKPD Đurđin. Program se sastoji iz dvaju dijelova. Prvi je posvećen nekom umjetničkom velikanu iz redova bačkih Hrvata (Marko Vukov, Jakov Kopilović...), a drugi značajnim osobama koje danas stvaraju na dijalektu hrvatskog jezika — bunjevačkoj ikavici. U tom dijelu programa gostuju poznati književnici. Gostovali su dosad Milovan Miković i Tomislav Žigmanov. Do sada su o djelima pisaca govorili Davor Bašić Palković, Vladimir Nimčević, Darko Vuković, Klara Dulić Ševčić, Nevena Mlinko i ini. Stihove su izvodili članovi književno-teatarskog kružoka HKC-a Bunjevačko kolo. Na programu su predstavljanje knjiga, bandaša i bandašice, projekcije filmova, Program završava bandašicinim kolom u dvorištu župe, tematskom izložbom i sl. Manifestacija se održava pod đermom u dvorištu etno-salaša iza župne crkve u Đurđinu.